# バカがウラヤマシイ
『バカがウラヤマシイ』は、2010年10月9日公開の日本映画。

## 概要
トリウッドスタジオプロジェクト第5弾作品。監督の自伝的ストーリー。監督は東京ビジュアルアーツ出身の鋤崎智哉。出演は元おはガールの安藤聖。
下北沢トリウッドで単館ロードショー。
キャッチコピーは「私、脱ぎました (殻)」。

## ストーリー
大学入学まではトントン拍子で何でもソツ無く出来る希は、就職活動では不採用ばかり。なんとか小さな会社に就職するのだが、そこで出会った曽根の副業である『サクラ』を手伝うことになってしまう。

## キャスト
- 希 - 安藤聖
- 曽根 - 古舘寛治
- 相馬 - 山本剛史
- 玲子 - 鈴真紀史
- 恵 - 播田美保
- 藤子 - 川村えな
- 昭道 - 武岡淳
- 薫 - 村松恭子
- 橋本 - 町田水城
- 花園 - 海ノ幸子
- 半田 - 酒井貴浩

## スタッフ
- 監督・脚本 - 鋤崎智哉（東京ビジュアルアーツ映画学科2年）
- 製作 - トリウッドスタジオプロジェクト（短編映画館トリウッド、専門学校東京ビジュアルアーツ）
- 制作 - 専門学校東京ビジュアルアーツ
- エグゼクティブプロデューサー - 橋本邦比兒、大槻貴宏
- プロデューサー - 山本達也（トリウッド/P mons labo）、日根野晋一（東京ビジュアルアーツ）
- 撮影 - 浪谷昇平
- 美術 - 羅眞嬉
- 照明 - 田中佳輔
- 音楽 - 萬遊亭
- 録音 - 直江良恵
- 編集 - 鋤崎智哉、山本達也
- 宣伝 - 東京ビジュアルアーツマスコミ編集学科・トリウッド宣伝ゼミ

## 挿入歌
- 『てんとう虫のサンバ』